# Wupper-Theater
Das Wupper-Theater ist ein seit 1991 bestehendes interkulturelles Theater in Wuppertal.

## Geschichte
Gründer des Theaters „mit türkischen Wurzeln“ (Selbstdarstellung), das zunächst angestammte Spielstätten in Wuppertal hatte, waren die heutige Leiterin Barbara Krott, Vedat Erincin, Lilay Huser und Meray Ülgen. Ab Mitte der 1990er Jahre hatte sich das Theater so weit etabliert, dass es vermehrt Fördergelder erhielt, was in den ersten Jahren des Bestehens nicht der Fall war.

## Programm
Das von Beginn an multikulturell ausgerichtete Wupper-Theater, das vornehmlich im westdeutschen Raum auch als Tourneetheater fungiert, beschäftigt sich in vielen seiner Produktionen thematisch mit der „Schnittstelle Vorderer Orient/Mitteleuropa“. So erarbeitete man Stücke nach Stoffen von Dido Sotiriu, Yaşar Kemal, Güngör Dilmen, Friedrich Ani, Emine Erdem und Safeta Obhođaš, aber auch eigene Stücke und kabarettistische Programme der Ensemblemitglieder. Das Wuppertheater brachte zum Teil aber auch deutsche Uraufführungen renommierter Autoren, z. B. Hanif Kureishis Borderline (1981) unter dem Titel Über Grenzen. Darüber hinaus hat man 2002 die verstärkte Zusammenarbeit mit Institutionen und Theatern aus der Bergischen Region begonnen. Auch Workshops und weitere Angebote für Jugendliche wie das von Beginn an fest verankerte Kindertheater werden vom Wupper-Theater veranstaltet.

## Auszeichnung
2003 wurde das im Rahmen der Städtepartnerschaft mit Košice in Zusammenarbeit mit dem Kulturbüro Wuppertal veranstaltete Jugendprojekt Unheimlich des Theaters mit einem „Goldenen Stern“ von der EU ausgezeichnet.

## Einzelbelege
1. ↑  http://www.ohiolink.edu/etd/send-pdf.cgi/Boran%20Erol%20M.pdf?osu1095620178@1@2Vorlage:Toter+Link/www.ohiolink.edu+(Seite+nicht+mehr+abrufbar,+festgestellt+im+Mai+2019.+Suche+in+Webarchiven) Datei:Pictogram+voting+info.svg Info:+Der+Link+wurde+automatisch+als+defekt+markiert.+Bitte+prüfe+den+Link+gemäß+Anleitung+und+entferne+dann+diesen+Hinweis.